# The Pearl of Africa
The Pearl of Africa es un documental dirigido por Johnny von Wallstroem, centrado en la vida de Cleopatra Kambugu, una ugandesa que decide vivir abiertamente como mujer trans a pesar de la transfobia en el país.
La frase Pearl of Africa (en español: Perla de África) se atribuye a Winston Churchill, quien la utilizó para describir la flora y la fauna de Uganda.

## Sinopsis
En 2014, cuando la protagonista y su pareja decidieron establecerse discretamente, Uganda aprobó una ley homofóbica ; más tarde ese mismo año, un tabloide ugandés, Red Pepper, delató a Kambugu, lo que finalmente obligó a la pareja a huir de Uganda. En Suecia, el director Johnny von Wallstroem estaba produciendo una película sobre un refugiado ugandés gay. Sin embargo, el protagonista de la película se acobardó al temer que su familia en Uganda pudiera sufrir daños. Wallstroem luego viajó a Uganda para investigar historias sobre personas LGBT que se comprometían a expresarse públicamente. Le presentaron a Kambugu, quien inicialmente dudó, pero decidió expresarse públicamente y revelar su identidad de género frente a una cámara. Ambos individuos colaboraron inicialmente en una serie web de siete partes, The Pearl of Africa, que condujo al proceso de producción de un documental.

## Estreno
La película se proyectó en el festival canadiense Hot Docs en julio de 2016, y en el Festival de Cine de Johannesburgo en diciembre de 2016.